# Oberried (Drachselsried)
Oberried ist ein Ortsteil der Gemeinde Drachselsried im niederbayerischen Landkreis Regen.

## Lage
Oberried liegt im Bayerischen Wald etwa zwei Kilometer südöstlich von Drachselsried.

## Geschichte
Im 12. Jahrhundert entstanden unter den Grafen von Bogen zahlreiche Ried-Orte nördlich des Schwarzen Regens. Zusammen mit Trautmannsried,  Unterried und Hötzelsried wird Oberried erstmals 1254 urkundlich erwähnt. Am 27. Oktober 1449 erwarb Herzog Albrecht III. mehrere Güter in Oberried von Hans Closner zu Stubenberg. Oberried bildete nach der Einführung der Hauptmannschaften 1464 eine Hauptmannschaft im Amt Riedern des Pfleggerichtes Viechtach. Das Amt Riedern umfasste ungefähr das Gebiet der Gemeinden Drachselsried und Arnbruck.
Im zweiten Gemeindeedikt vom 17. Mai 1818 ging die im ersten Gemeindeedikt vom 28. Juli 1808 vorgesehene Gemeinde Oberried in der neu gebildeten landgerichtischen Gemeinde Drachselsried I auf. Die Vereinigung dieser Gemeinde mit der patrimonialgerichtischen Gemeinde Drachselsried I, zu der Drachselsried selbst gehörte, erfolgte erst nach Aufhebung der Patrimonialgerichte im Jahr 1848 durch Entschließung vom 8. März 1849. Im Jahr 1987 hatte Oberried 429 Einwohner.

## Sehenswürdigkeiten
- Expositurkirche Mariä Namen. Sie wurde am 11. September 1954 eingeweiht. Über dem rechten Seitenaltar ziert ein überdimensionaler Rosenkranz die Kirche. Der Altar mit dem großen Holzkreuz ist schlicht und einfach gehalten. Die Marienstatue der Kirche wurde im Jahr 2009 restauriert und farblich neu gestaltet.
- Maurerkapelle. Die Hauskapelle der Familie Müller wurde als Ersatz für eine hölzerne Kapelle 1960 aus Bruchsteinen erbaut und im Jahre 1961 zu Ehren der Hl. Familie geweiht.

## Bildung und Erziehung
- Montessori-Schule Bayerwald
- Montessorikinderhaus

## Vereine
- Bergwacht Arnbruck/Oberried
- Förderverein Montessori-Kinderhaus Zellertal
- Freiwillige Feuerwehr Oberried
- Christlicher Frauen- und Mütterverein Oberried
- Imkerverein Oberried[1]
- Gartenbauverein Ober-/Unterried
- Hochsteinchor Oberried
- Heimat- und Volkstrachtenverein Hochstoaner Oberried
- Wintersportverein Ober-/Unterried
- KampfKunstschule Karate / WSV Oberried
- Skiclub Oberried/Riedlberg
- Schützenverein Ober-/Unterried